# Актума (Єскельдинський район)
Акту́ма (каз. Ақтұма) — село у складі Єскельдинського району Жетисуської області Казахстану. Входить до складу Акин-Сарського сільського округу.
У радянські часи село називалось Акин-Сара.
Населення — 106 осіб (2021; 202 у 2009, 179 у 1999, 630 у 1989).